# Garosyrrhoe disjuncta
Garosyrrhoe disjuncta is een vlokreeftensoort uit de familie van de Synopiidae. De wetenschappelijke naam van de soort is voor het eerst geldig gepubliceerd in 1969 door J.L. Barnard.